# Emilie Laubová-Kinská
Emilie Laubová-Kinská (20. prosince 1889 Litomyšl – ?) byla česká farmaceutka a chemická inženýrka.

## Životopis
Narodila se v rodině PhMr. Jana Lauba, lékárníka a zemského poslance (1864–1932) a Klementiny Laubové-Flöglové (1875), svatbu měli 16. 6. 1894. Emilie se provdala za PhMr. Jaroslava Kinského (1897–1942), kapitána ruských legií v srpnu 1922.
Vystudovala v Praze gymnázium Minerva (1918), farmacii na Přírodovědecké a Lékařské fakultě Univerzity Karlovy (PhMr. 1922).
Roku 1925 získala na Vysoké škole technické titul „inženýr chemie“ a na Vysoké škole chemicko-technologického inženýrství složila r. 1930 státní zkoušku. Na Vysoké škole technické pracovala jako asistentka. V červnu 1938 byla prohlášena Doktorkou technických věd (RTDr.). Roku 1943 se vzdala vědecké kariéry a ujala se lékárny v Litomyšli (roku 1950 byla lékárna znárodněna).
Byla členkou Československé společnosti chemické. V Praze XVI bydlela na adrese Tylova 8.